# Domaine de Mibu

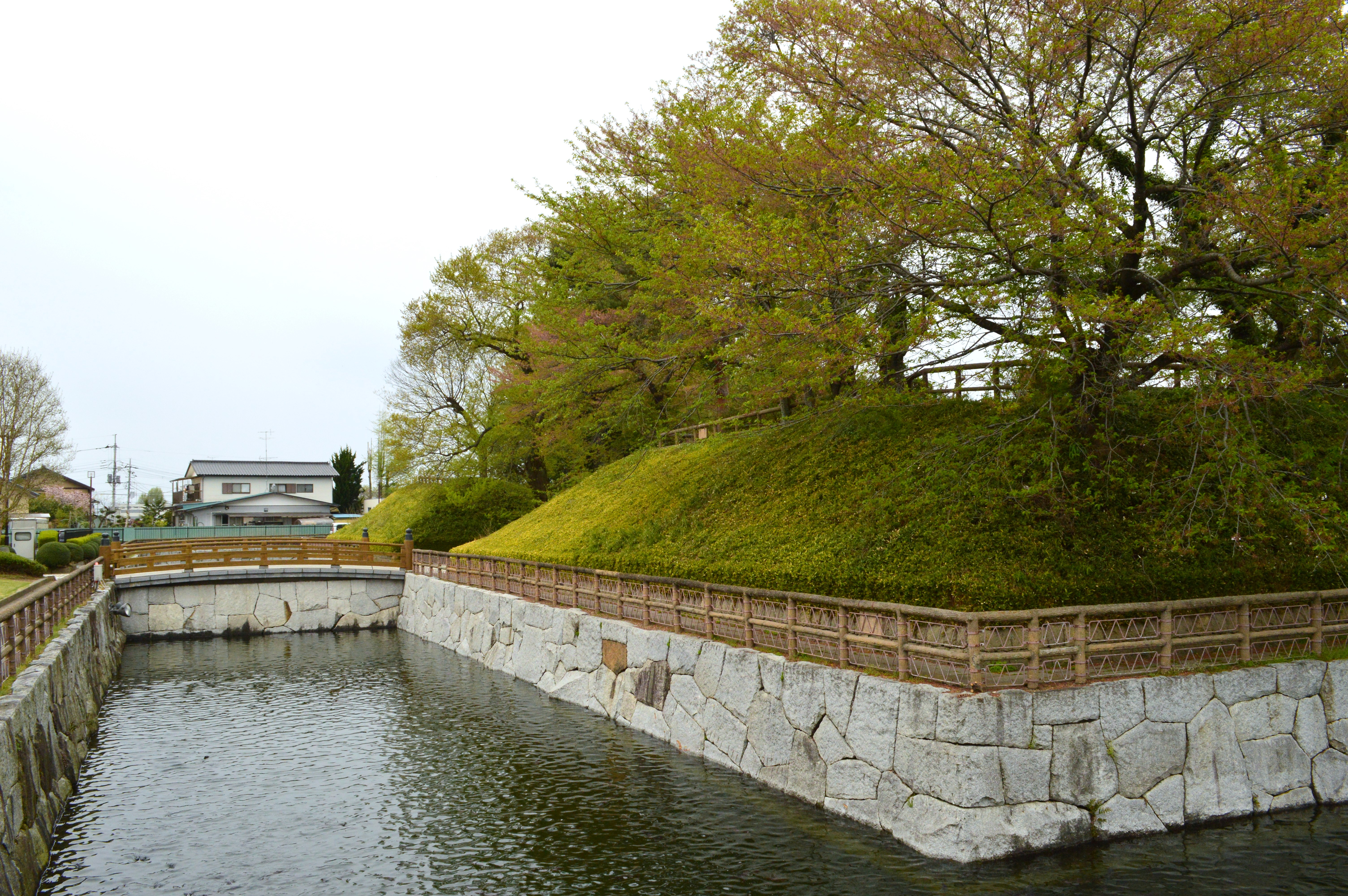
Site du.

Le domaine de Mibu (壬生藩, Mibu-han) est un fief féodal japonais de l'époque d'Edo situé dans la province de Mutsu (actuelle préfecture de Tochigi). Il était dirigé à partir du château de Mibu (en) dans l'actuelle ville de Mibu par une branche du clan Torii durant la majeure partie de son histoire.

## Histoire
Le clan Mibu, qui dirige la région depuis l'époque de Muromachi, est détruit lors de la bataille d'Odawara en 1590, et ses terres sont transférées au clan Yūki. Après la bataille de Sekigahara, Tokugawa Ieyasu assigne une terre de 19 000 koku de la région à Hineno Yoshiaki, anciennement au domaine de Takashima dans la province de Shinano, en 1602. Hineno lance la construction du sanctuaire Nikkō Tōshō-gū et est récompensé de ses efforts en 1634 lorsqu'il est transféré au domaine de Funai (20 000 koku).
Mibu est ensuite assigné à Abe Tadaaki qui sert comme rōjū du shogun Tokugawa Iemitsu, avec des revenus élevés à 25 000 koku. Il est transféré en 1639 au domaine d'Oishi dans la province de Musashi.
Mibu passe après sous le contrôle du clan Miura pendant trois générations jusqu'au transfert du wakadoshiyori Miura Akihiro au domaine de Nobeoka en 1692.
Le shogun Tokugawa Tsunayoshi assigne ensuite le domaine à Matsudaira Terusada, avec un revenu augmenté à 32 000 koku, puis à 42 000 koku. Cependant, il ne reste que trois ans avant son transfert au domaine de Takasaki. Le domaine est ensuite réduit à 25 000 koku et donné à Katō Akihide, un ancien wakadoshiyori également, qui fait plusieurs tentatives de réformes des finances et de l’administration du domaine. Son fils, Katō Yoshinori, est transféré au domaine de Minakuchi en 1712 et Mibu passe alors sous le contrôle du clan Torii qui gouverne jusqu'à la restauration de Meiji.
Le 6e daimyō, Torii Tadatomi, qui rejoint l'alliance Satchō durant la guerre de Boshin, participe à la bataille d'Aizu en dépit de l'opposition considérable au sein de ses samouraïs. Le dernier daimyō, Torii Tadafumi, reçoit plus tard le titre de vicomte (shishaku) selon le système de noblesse kazoku, et sert comme consul du Japon au royaume d'Hawaï.
En juillet 1871, avec l'abolition du système han, le domaine de Mibu devient brièvement la préfecture de Mibu. Le domaine a une population de 1 693 personnes réparties dans 437 foyers selon un recensement de 1870.

## Possessions à la fin de l'époque d'Edo
Comme la plupart des domaines japonais, Mibu est composé de plusieurs territoires discontinus dont la valeur kokudaka est fondée sur une estimation périodique du potentiel agricole,.
- Province de Shimotsuke
  - 38 villages dans le district de Tsuga
- Province de Shimosa
  - 1 village dans le district de Katsushika
  - 4 villages dans le district de Sashima
  - 15 villages dans le district de Yuki
- Province de Yamato
  - 4 villages dans le district de Katsuge
- Province de Harima
  - 25 villages dans le district de Mino
  - 4 villages dans le district de Kato

## Liste des daimyōs
| #                                 | Nom                             | Règne     | Titre de courtoisie                | Rang de cour             | Kokudaka             |
| --------------------------------- | ------------------------------- | --------- | ---------------------------------- | ------------------------ | -------------------- |
| Clan Hineno (tozama) 1601-1634    |                                 |           |                                    |                          |                      |
| 1                                 | Hineno Yoshiaikira (日根野吉明) | 1601-1634 | Oribe-no-sho (織部正)              | 5e inférieur (従五位下)  | 19 000 koku          |
| Clan Abe (fudai) 1634-1639        |                                 |           |                                    |                          |                      |
| 1                                 | Abe Tadaaki (阿部忠秋)          | 1634-1639 | Bungo-no-kami (豊後守)             | 5e inférieur (従五位下)  | 25 000 koku          |
| Clan Miura (fudai) 1639-1681      |                                 |           |                                    |                          |                      |
| 1                                 | Miura Masatsugu (三浦正次)      | 1639-1641 | Shima-no-kami (志摩守)             | 5e inférieur (従五位下)  | 25 000 koku          |
| 2                                 | Miura Yasutsugu (三浦安次)      | 1641-1682 | Shima-no-kami (志摩守)             | 5e inférieur (従五 位下) | 25 000 koku          |
| 3                                 | Miura Akihiro (三浦明敬)        | 1682-1692 | Iki-no-kami (壱岐守)               | 5e inférieur (従五 位下) | 25 000 koku          |
| Clan Matsudaira (fudai) 1692-1695 |                                 |           |                                    |                          |                      |
| 1                                 | Matsudaira Terusada (松平輝貞)  | 1692-1695 | Sakyo-no-taifu (右京大夫)          | 4e inférieur (従四 位下) | 32 000 → 42 000 koku |
| Clan Katō (fudai) 1695-1712       |                                 |           |                                    |                          |                      |
| 1                                 | Katō Akihide (加藤明英)         | 1695-1712 | Etchu-no-kami (伊予守)             | 5e inférieur (従五 位下) | 25 000 koku          |
| 2                                 | Katō Yoshinori (加藤嘉矩)       | 1712-1712 | Izumi-no-kami (和泉守)             | 5e inférieur (従五 位下) | 25 000 koku          |
| Clan Torii (fudai) 1712-1868      |                                 |           |                                    |                          |                      |
| 1                                 | Torii Tadateru (鳥居忠英)       | 1712-1716 | Iga-no-kami (伊賀守)               | 5e inférieur (従五 位下) | 30 000 koku          |
| 2                                 | Torii Tadaakira (鳥居忠瞭)      | 1716-1735 | Tamba-no-kami (丹波守)             | 5e inférieur (従五 位下) | 30 000 koku          |
| 3                                 | Torii Tadaoki (居忠意)          | 1735-1794 | Iga-no-kami (伊賀守) ; jjiū (侍従) | 4e inférieur (従四位下)  | 30 000 koku          |
| 4                                 | Torii Tadateru (2nd) (鳥居忠熹) | 1794-1821 | Tamba-no-kami (丹波守)             | 5e inférieur (従五 位下) | 30 000 koku          |
| 5                                 | Torii Tadaakira (鳥居忠威)      | 1821-1826 | Tamba-no-kami (丹波守)             | 5e inférieur (従五 位下) | 30 000 koku          |
| 6                                 | Torii Tadahiro (鳥居忠挙)       | 1826-1867 | Tamba-no-kami (丹波守)             | 5e inférieur (従五 位下) | 30 000 koku          |
| 7                                 | Torii Tadatomi (鳥居忠宝)       | 1857-1870 | Tamba-no-kami (丹波守)             | 5e inférieur (従五 位下) | 30 000 koku          |
| 8                                 | Torii Tadafumi (鳥居忠文)       | 1870-1871 | Aucun                              | 5e inférieur (従五 位下) | 30 000 koku          |